# Kisač
Kisač (cyr. Кисач) – wieś w Serbii, w Wojwodinie, w okręgu południowobackim, w mieście Nowy Sad. W 2011 roku liczyła 5091 mieszkańców.